# 苗博雅
苗博雅（1987年10月2日—），暱稱阿苗，臺灣政治人物，社會民主黨籍，現任臺北市議會議員。畢業於國立臺灣大學法律學系財經法學組，曾任臺灣廢除死刑推動聯盟法務主任、社民黨發言人與全國委員、Yahoo TV《阿苗帶風向》主持人、《蘋果日報》專欄作家。
苗博雅支持社會主義女性主義、同性戀權益及台灣獨立。參選立法委員前為臺灣廢除死刑推動聯盟的法務主任。2016年開始投入公職人員選舉，2018年當選臺北市議員並在2022年連任成功，是當選民選公職人員的臺灣LGBTQ+政治人物之一。
2023年6月14日，民主進步黨以「民主大聯盟」模式禮讓苗博雅參選臺北市第六選舉區立法委員，然未能當選。

## 早年
苗博雅出生於臺北市木柵區（今屬文山區），父親是外省第二代（祖籍廣東），母親是雲林人。苗博雅國小與國中皆就讀靜心中小學，高中則就讀北一女中。在北一女中就讀期間，苗博雅加入辯論社並擔任第64屆班聯會主席，於高三那年在服儀委員會爭取「廢除換季制」，讓北一女學生可以自由選擇服儀。苗博雅日後回憶，廢除制服換季算是她在參與公共事務的啟蒙。
高中畢業後，苗博雅考上國立臺灣大學法律學系財經法學組，沒有繼續參與學生自治。是大一那年苗博雅第一次參與同志遊行。

## 社會運動工作

### 廢死活動
大學畢業後，苗博雅先後在律師事務所和科技公司擔任法務，因在臺大法律系就讀時期已相當關注死刑、刑事政策等問題，立場上支持該聯盟的理念，而於2013年進到臺灣廢除死刑推動聯盟（簡稱廢死聯盟）擔任法務主任的工作，但未因此選擇往執業律師或公職體系方向。
任職廢死聯盟期間，苗博雅致力於救援死刑案。就鄭性澤案，她參與了救援短片《我無罪，我是鄭性澤》的工作團隊、撰寫專文〈假如你支持死刑，你更要聲援鄭性澤〉，並且協助在臉書上發起「鄭性澤一直玩一直玩一直玩」聲援活動，造成廣大迴響。
2015年3月，苗博雅因投入立委選舉，請辭廢死聯盟職務。

### 太陽花學運
2014年太陽花學運期間，台灣社會大眾開始關心兩岸協議對於台灣人權所可能造成的影響。苗博雅當時撰寫〈兩岸黑箱協議 ─不只影響你的生計，更會影響你的性命〉一文，介紹她所參與營救的另一個死刑案「杜氏兄弟案」，並且以此一案件說明兩岸司法互助協議如何在實質上降低了台灣刑事訴訟程序被告的對質詰問權利。
太陽花學運期間，廢死聯盟有部分人力到場支援。4月11日因台北市政府警察局中正一分局強制驅離長期駐紮於立法院前陳抗的公投護台灣聯盟，有民眾在網路揪團「路過」包圍中正一分局表達抗議。不料因為台視記者撤除參與者張貼的海報，記者與民眾兩隊人馬之間十分緊張，衝突可能一觸即發。苗博雅在現場要求雙方先釐清事實，並請兩邊說明自己的立場，強調大家都不希望因為引發衝突模糊了學運的主旨。張貼海報的民眾表示自己的言論自由遭到侵害、記者則認為看到違規張貼的海報予以撕除非常合理。

### 聲援西藏
2013年2月13日為西藏十三世達賴喇嘛返回拉薩發表《西藏獨立宣言》的一百週年紀念。該宣言未受到各國的認可，但在西藏獨立運動占有重要的地位。百年紀念前夕，為抗議中華人民共和國在西藏的高壓統治，各地有部分藏人自焚等的激烈抗爭運動，對此苗博雅在網路上發表署名文章表達支持。

### 性別議題
2014年12月發生輔仁大學學術組撕海報事件。輔大社團「好社」與「性/別研究社」邀請苗博雅，12月17日以「我的出櫃宣言- 從同志認同踏上廢死推動」為題舉行演講。不料活動前，經過校方認證過、懸掛在校門走道的宣傳海報，卻被校方派人撤除，原因是校方接到檢舉電話，又無法得知誰是主辦社團，學術組助教考慮到學校某些可能會反對這種鼓勵出櫃的活動。主辦社團事後提出公開聲明抗議校方助長恐同心態且未保障社團自主性。
2014年12月23日，自由時報刊出陳為廷的專訪。陳為廷在專訪中坦承曾經對女性性騷擾，後續並在公共論壇中引起熱烈的討論。在陳為廷就此道歉之後，苗博雅撰寫「公共領域中的性」一文，呼籲大眾在關注個人責任之餘，也應該同時注意到台灣社會中性別教育失敗、性別間權力不對等的問題。
2024年4月10日，在黃子佼風波之後，透過網路直播勸勉直播主統神尊重禁止侵犯未成年人士的法律。

## 從政生涯

### 2016年立法委員選舉
2015年農曆年前，台大社會學系教授范雲醞釀成立社會民主黨，同時徵詢苗博雅是否有意願投入2016年中華民國立法委員選舉。社會民主黨提出中間偏左路線，認為台灣受薪階級長期被資源掌握者剝削，政治主張是捍衛弱勢權益，這個路線與苗博雅理念一致，因此他選擇加入，成為創黨黨員，並同意代表社民黨參選。
2015年8月，社會民主黨與綠黨組成綠黨社會民主黨聯盟，苗博雅遂代表綠社盟投入台北市第八選區的立委選舉，挑戰中國國民黨的賴士葆，同時與民進黨禮讓的無黨籍台北市議員李慶元競爭。
2015年4月9日，苗博雅接受網路媒體「報橘」訪談，被問到「是否擔心廢死立場會嚇跑選民」，苗博雅表示：「就算你現在問我支持還是反對死刑，我還是會說『反對』，選舉不會改變我的價值信念，我也不擔心『廢死』這件事會影響選民觀感，因為我相信他們的判斷力。如果我和選民的其他理念都相同，但他們只因為一個廢死而拒絕我，那是他的選擇，但我真的相信選民會知道一個好的經濟政策、勞工政策的重要性。」
台北市長柯文哲於2015年4月間表示，將利用監視器取締違規停車，遭法界批評後柯回應「法律是服務人，而不是人去服務法律」，痛罵死守法條者是「腦袋裝大便」，並表示「國道攝影機每天都在開罰」。對此，苗博雅批評柯文哲，可能是因為腦袋裝了太多博大精深的想法，因而腦袋沒有裝法律也沒有裝憲法。她並反問「預防官員貪汙，鎖定十大容易貪汙的職位，隨時監聽官員電話，行不行？」。
2015年5月29日台北市北投區文化國小發生8歲女學生在校內遭歹徒割頸殺害的重大刑事案件。5月30日，苗博雅引用日本法務省無差別殺人研究，發表了「死刑之於極端犯罪，猶如符水之於癌症，病入膏肓時不論喝不喝符水都對病情沒幫助，符水只是讓人心安。主張大眾除了死刑之外，應關注事件背後的社會問題」一文，並獲媒體報導，此後即開始被大量批評輿論湧入。6月1日，苗博雅受邀到三立新聞台的節目《54新觀點》，與記者劉駿耀與羅友志兩人討論死刑的存廢爭議。
2015年6月16日，立法院朝野協商修憲案，結果因國民黨堅持將不在籍投票、18歲公民權以及閣揆同意權綁在一起，導致協商破局、憲改胎死腹中，引發公民團體抗議。其中，身為國民黨政策會執行長的賴士葆，不但遲到2個小時，還自稱是「小potato」，無力對抗黨意，更成為眾矢之的。對此，苗博雅批評，選賴士葆這種立委，跟選西瓜有什麼不同？並直言「選西瓜至少不會毀了修憲的歷史重要時刻。」。苗博雅並製作4分鐘短片，說明本次修憲議題。
2015年6月16日，國民黨籍總統候選人洪秀柱指出，《中華民國憲法》不容許台獨。對此，苗博雅指出，《中華民國憲法增修條文》第4條就有明白規定「變更中華民國固有疆域」的程序。她認為，即使是中華民國憲法，也承認依照民意使台灣獨立的可能性；且中華民國憲法也沒有明文規定外蒙古獨立，但現在蒙古國已經是世界承認的獨立國家。苗博雅批評洪秀柱，如果真的愛中華民國，就請先熟讀中華民國憲法。
台北市政府自2015年6月17日起，也開始受理同志伴侶到戶政事務所註記「伴侶關係」，成為繼高雄市後，台灣第二個開放同志註記的城市。對此，苗博雅表示，台北市政府跨出一小步，確實應該給柯文哲市長和北市府同仁肯定。她並表示，未來可能會找時間和女友一同前往註記，檢驗北市府的註記流程是否足夠便民，是否讓同志朋友「看得到，也吃得到」。
苗博雅最終在2016年中華民國立法委員選舉中以第三高票（21,084票，得票率12.48%）落選，但也創下該選區第三勢力的歷史高票。
2016年9月，性解放の學姊邀請苗博雅在女人迷樂園-性別系列講座第六場演講，並以「焦慮年代的「心靈雞湯」：三K黨、ilbe蟲與母豬教」為題。女人迷一名參與演講的編輯後整理一則心得報導「苗博雅談母豬教：厭女文化，其實反映了背後的焦慮」，該篇報導被PTT名人蘇美(sumade)注意，以「苗博雅算不算母豬？」發文駁斥。苗博雅撰文回應並邀請蘇美以座談形式公開討論，但被蘇美拒絕。
2016年11月28日，針對婚姻平權修法議題，台灣同志諮詢熱線等團體於立法院前舉辦公聽會，訴求「相挺為平權，全民撐同志」。苗博雅到場聲援，她批評：修改《勞動基準法》砍除勞工七天國定假日時，蔡英文親上火線、果斷地拍板定案；在面對只是讓同志同樣享有結婚的權利、完全沒有侵犯他人權利時，蔡英文卻交給立法院自行討論，儼然「砍假總統制、同志內閣制」，讓人無法信服。

### 臺北市議員

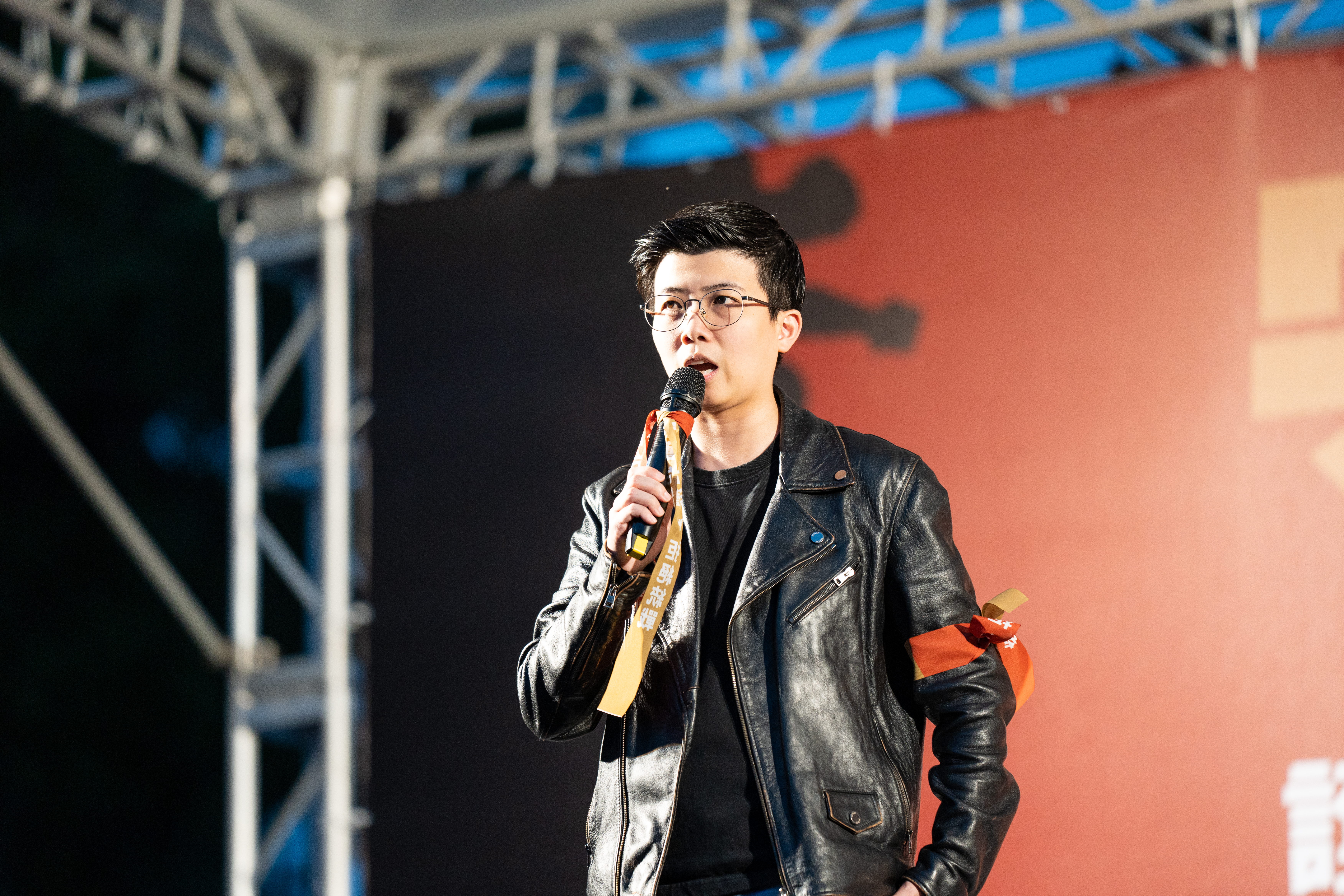
2025年4月19日，苗博雅參與「拒絕統戰，守護台灣」大會。

2018年，苗博雅參與臺北市議員選舉，挑戰國民黨長期佔優勢的台北市第六選舉區（大安區、文山區），最終以該選區第五高票當選，也是至今唯一一位社民黨籍的公職人員。
參選市議員的同時，苗博雅也在當年的全國性公民投票中領銜提出婚姻平權公投案，公投主文為「您是否同意，以民法婚姻章保障同性別二人建立婚姻關係？」經連署達標，成為公民投票第14案，但選舉結果為不同意票大於同意票，未獲通過；反同人士領銜的第10案、第12案則獲通過。 不過，2019年立法院通過《司法院釋字第七四八號解釋施行法》，在滿足公投結果的條件下、以專法形式保障同性婚姻。
2019年1月，中國共產黨中央書記習近平在「《告台灣同胞書》發表40周年紀念會」上提出習五條，苗博雅投書《蘋果日報》予以反駁，其中以香港反送中運動為例印證「和平統一、一國兩制」的失敗，以新疆、西藏的暴力衝突為例反駁「中國人不打中國人」的荒謬，同時狠譏中共「既是說謊，又不許別人戳穿，可謂極右法西斯們的跨世代共鳴，打著紅旗演繹極右」。
2021年，苗博雅參與「西藏抗暴日62週年」遊行，並在臉書發文紀念西藏被迫與中國簽訂《十七條協議》的70週年，同時宣示「熱愛自由、追求民主、愛好和平」是台灣、西藏、香港等地人民所共同追求的目標。
2021年5月，新冠肺炎疫情從大台北地區開始擴散，全台進入第三級警戒。苗博雅於6月15日在政論節目評論「全國20幾個縣市民眾現在是一起陪雙北在坐牢」，此話一出即引發網友怒火。隔日，臺北市政府發言人陳智菡批評，苗的言論是在污名化自己的城市。衛福部部長陳時中則為苗博雅緩頰，重申「全島一命、克服疫情」。6月17日，苗博雅為此言論道歉。
2022年6月，台北市政府爆出「網軍」風波，多名公務員遭指控在上班時間到網路論壇PTT匿名發表與公務無關、甚至具有攻擊性質的言論，其中交通局運輸資訊科長林育生就在半年內發表345篇文章、5萬多則推文，因違反行政中立遭懲戒。6月13日市政總質詢時，苗博雅在台北市議會上指責這些公務員濫用言論自由，是「政治打手」，應該承擔法律責任，並要求出席備詢的林育生大聲唸出自己的推文，台北市長柯文哲則對此表示氣憤與反對，痛批苗博雅是「拿國家公務員當成作秀工具」，讓他「想起文化大革命」。
2022年地方公職人員選舉期間，新竹市市長參選人高虹安遭檢舉論文抄襲，在記者會上稱自己「不會像中華大學夜間部的一樣，到臺灣大學碩士班灌水」，影射身陷論文抄襲案的新竹市長林智堅。對此，苗博雅認為「盲目的學歷主義是台灣社會亂象的根源」、「成績或許可以拿來自我提醒，但不能成為看不起別人的理由」。
2022年，苗博雅在原選區以第二高票（28,417票，得票率9.97%）成功連任臺北市議員。

### 2024年立法委員選舉
2023年6月14日，苗博雅於任職台北市議員期間，宣布以社民黨身分參選台北市第六選舉區（大安區）立法委員，並獲得民進黨以「民主大聯盟」模式支持，未能當選。

## 個人生活
苗博雅是女同性戀者。前台北市議員林穎孟曾经是她的伴侶，二人同時也是中華民國首批公開LGBT+身份並成功當選的公職人員。
苗博雅熱衷於體育賽事，是中華職棒統一7-ELEVEn獅隊球迷，但據說為抵制統一企業，已不進場看球。苗博雅也是美國職棒紐約洋基球迷及西甲皇家馬德里球迷。另外，據苗博雅本人透露，其曾於就讀台大期間，加入擊劍校隊。並曾在民視《夜深人未靜》馮光遠主持節目上示範。

## 選舉紀錄
| 年度 | 選舉屆數               | 選舉區           | 所屬政黨                | 得票數 | 得票率 | 當選標記 | 備註                                    |
| ---- | ---------------------- | ---------------- | ----------------------- | ------ | ------ | -------- | --------------------------------------- |
| 2016 | 第九屆立法委員選舉     | 臺北市第八選舉區 | 綠社 綠黨社會民主黨聯盟 | 21,084 | 12.48% |          |                                         |
| 2018 | 第十三屆臺北市議員選舉 | 臺北市第六選舉區 | 社 社會民主黨           | 18,539 | 6.28%  |          |                                         |
| 2022 | 第十四屆臺北市議員選舉 | 臺北市第六選舉區 | 社 社會民主黨           | 28,417 | 9.97%  |          |                                         |
| 2024 | 第十一屆立法委員選舉   | 臺北市第六選舉區 | 社 社會民主黨           | 74,375 | 44.78% |          | 獲得 民主進步黨以「民主大聯盟」模式支持 |

## 著作
| 出版日期 | 書名                                 | 出版社         | ISBN                   |
| -------- | ------------------------------------ | -------------- | ---------------------- |
| 2023年   | 《我們一起向前一步：讓改變真的發生》 | 台北：大塊文化 | ISBN 978-6-2670-6350-7 |

## 外部連結
- 苗博雅個人網站
- 臺北市議會全球資訊網-苗博雅議員介紹 （页面存档备份，存于）
- 苗博雅的Facebook專頁
- 苗博雅Miao Poya Facebook的Facebook專頁
- YouTube上的苗博雅頻道
- The Generation這個世代連線官方網站 （页面存档备份，存于）、這個世代的Facebook專頁
- 苗博雅的Threads
- 苗博雅的Instagram帳戶